# محسن الحارثي
محسن الحارثي لاعب كرة قدم سعودي سابق.
هو محسن يحيى علي جابر الحارثي مواليد 1976م في العاصمة الرياض وسط السعوديةمثل نادي النصر والمنتخب السعودي ويلعب في مركز الدفاع.
تدرج محسن في فئات النصر السنية وصولاً للفريق الأول. كانت انطلاقته بتحقيق لقب دوري درجة الشباب عام 1414هـ وانضم على اثرها للفريق الأول في عام 1415هـ ولكن مثل الفريق اساسياً في عام 1416هـ.
يعتبر محسن الحارثي من اميز المدافعين الذين مروا على نادي النصر، يتميز بقتاليته في الملعب وشخصيته القيادية، وقدرته على المشاركة في الركنيات وتسجيل الأهداف.
حصد مع النصر الكثير من البطولات وفاز بجائزة أفضل لاعب في كأس السوبر 98. مثل المنتخب الأول في مناسبات عدة أبرزها كأس العالم لكرة القدم 98 بفرنسا و2002 بكوريا واليابان، كما مثل نادي الاتحاد في بطولة مكافحة الإرهاب الودية وسجل هدفاً في مرمى الهلال.
في عام 1421 وبعد أن ارتكب خطأ فادح كلف النصر خسارة الدوري أمام نادي الاتحاد رفض رئيس النادي الأمير عبدالرحمن بن سعود الأصوات التي نادت بابعاده ووصفه بأفضل مدافع سعودي، هذا الحديث ساهم في عودة محسن الحارثي القوية حيث عاد متألقاً وانضم لصفوف المنتخب في تصفيات كأس العالم 2002م.
اعتزل محسن الحارثي بقميص نادي أحد في الدرجة الأولى بعد أن تخلى عنه النصر في عام 1426هـ حيث انتقل بعد ذلك لنادي الفيحاء.

## إسهاماته مع النصر
- الحصول على كأس الاتحاد السعودي 1418 هـ
- الحصول على كأس الكؤوس الآسيوية 1418 هـ
- الحصول على كأس السوبر الآسيوي 1419 هـ
- الحصول على كأس الخليج للأندية 1416 و1417 هـ
- المشاركة في كأس العالم لأندية كرة القدم 1420هـ

## إسهاماته مع المنتخب
- التأهل لكأس العالم لكرة القدم 98 و2002
- المشاركة في كأس القارات 1999 بالمكسيك

## روابط خارجية
- محسن الحارثي على موقع الاتحاد الدولي (مؤرشف)  (الإنجليزية)
- محسن الحارثي على موقع قاعدة بيانات كرة القدم.إي يو (الإنجليزية)
- محسن الحارثي على موقع ناشيونال فوتبول تيمز (الإنجليزية)
- محسن الحارثي على موقع كووورة